# アラウヌス
アラウヌス（英：Alaunus）は、ガロ・ローマ文化のケルト神話における神である。アラウヌスの名はフランス南部のアルプ・ド・オート・プロヴァンスにあるルルスで発見される碑文に見ることができる。マンハイム及び、ザルツブルク周辺で知られた地方の神であった。
ガリア人にとってメルクリウスは主要では無かったが有名な神であり、その権能と共にいくつかの別名を持った。アラウヌスもその多くの名前の内の一つであった。
語源については不明瞭であるが、地名に名づけられるアラウヌスと水名を示すアラウナ (Alauna) は、通常どちらも（食物を）与える、上るを意味する言葉である al-o- を源とする同根のものであるとされる。

## 参考資料
- Ellis, Peter Berresford, Dictionary of Celtic Mythology(Oxford Paperback Reference), Oxford University Press, (1994): ISBN 0-19-508961-8
- Wood, Juliette, The Celts: Life, Myth, and Art, Thorsons Publishers (2002): ISBN 0-00-764059-5